# 卡拉费利
卡拉费利，是西班牙加泰罗尼亚塔拉戈纳省的一个市镇。总面积20平方公里，总人口13503人（2001年），人口密度675人/平方公里。